# Pouët
Pour les articles homonymes, voir Pouet.
Pouët, ou pouet.net, est un annuaire web sur la scène démo. Le site fut fondé en 2000 par Analogue (Laurent Raufaste) du groupe de demomakers Mandarine… en France.
Tandis qu'il existe d'autres systèmes d'archives, Pouet.net se distingue en ce qu'il permet d'obtenir des captures d'écran et des commentaires sur chacune des productions ou logiciels répertoriés ainsi que des liens externes pour télécharger le fichier voulu. Pouet ne se limite pas à une seule plateforme matérielle mais à la plupart des systèmes tels que Atari ST, Commodore 64, Amiga, Amstrad CPC, MS-DOS, Windows, GNU/Linux, et même Console vidéo, Téléphone portable et PDA.